# Majeerteen
Majeerteen, Majerten, Majerteen o Macherten ( "Harti Amaleh Muhammad Muhammad Abdi Abdirahman Jaberti.") es una sub-clan somalí. Ellos forman parte del clan Harti, que es a su vez parte del clan Darod y habitan principalmente la región de Puntlandia, en el noreste de Somalia.
El sultanato de los Majerteens desempeñó un papel importante antes del colonialismo de Italia. El clan ha dado dos presidentes y dos primeros ministros desde 1960, también un Sultán y un rey (Boqor). Ellos ocuparon muchos otros puestos gubernamentales en la década de 1960 y principios de 1970 y siguen desempeñando un papel clave en Puntlandia. 
Los clanes relacionados con Harti, Reer-Darwiish y Warsangali, habitan las regiones de Sool y Sanaag, respectivamente.